# Chōonpu
Il chōonpu (長音符?), onbiki (音引き?) o bōbiki (棒引き?), è un carattere tipografico giapponese usato per indicare una vocale lunga (chōon (長音?)), specialmente nella scrittura in katakana. È composto da un unico tratto orizzontale o verticale della lunghezza di un kanji o di un carattere kana al centro del testo. È scritto orizzontalmente nei testi orizzontali, e verticalmente in quelli verticali. Nella traslitterazione in alfabeto latino (rōmaji), la funzione del choon di solito è rimpiazzata dal carattere per la quantità vocalica lunga ˉ, trattino posto sopra la vocale. Il chōon è un carattere diverso dalla barra verticale e nella maggior parte dei font giapponesi si riconosce facilmente.
A volte il simbolo è usato in hiragana, per esempio nelle insegne dei ristoranti di ramen, che riportano spesso la scritta らーめん. Ad ogni modo, in hiragana di solito non si usa il chōon ma si impiega un'altra vocale per esprimere l'allungamento. La tabella seguente mostra gli equivalenti in hiragana per formare le vocali lunghe, usando la serie ha come esempio.
| Hiragana | Katakana |
| -------- | -------- |
| はあ     | ハー     |
| ひい     | ヒー     |
| ふう     | フー     |
| へえ     | へー     |
| ほう     | ホー     |

Nel sistema di codifica giapponese Japanese Industrial Standard (JIS), il chōon occupa la posizione 213C; nell'Unicode invece occupa la posizione 30FC.